# لو رانكين
لو رانكين (بالإنجليزية: Lou Rankin)‏ هو نحات أمريكي، ولد في 27 مايو 1929، وتوفي في 12 أغسطس 2016.